# 農業協同組合連合会
農業協同組合連合会（のうぎょうきょうどうくみあいれんごうかい）は、農業協同組合法に基づいて設立される、農業協同組合の連合会である。

## 概要
農業協同組合連合会は、総合農協の連合会と、専門農協の連合会に大別される。また連合会と、総合農協とその連合会に対する指導を行う全国農業協同組合中央会（JA全中）とはそれぞれ農業協同組合法で定義される別組織であったが、法令の改正などにより、2019年時点ではJA全中は一般社団法人、都道府県農業協同組合中央会は農業協同組合連合会となっている。なお、専門農協の連合会は、先述のJA全中などの中央会の指導は受けておらず、いわゆる「JAグループ」とは基本的に別系統である。しかし、近年の農業協同組合の事業の多様化により、専門農協の連合会に加盟する総合農協や信用・共済事業を行う専門農協が存在するため、当該連合会への所属による定義は曖昧になりつつある。連合会の数は2022年度末で全国区域11、2県以上全国区域未満10、県区域133、県区域未満66の計220連合会である。

## 全国区域の連合会

### 総合農協
総合農協の連合会は、以下の4連合会が存在する。
- 経済事業（販売・購買） - 全国農業協同組合連合会（JA全農）
- 共済事業（保険） - 全国共済農業協同組合連合会（JA共済連）[注釈 4]
- 厚生事業（医療） 
  - 全国厚生農業協同組合連合会（JA全厚連）
  - 日本文化厚生農業協同組合連合会（文化連）[注釈 5]

### 専門農協
専門農協の連合会は、以下の6組織が存在する。 日本販売農業協同組合連合会（日販連）は2017年一般社団法人に組織変更した。
- 日本園芸農業協同組合連合会（日園連）
- 全国酪農業協同組合連合会（全酪連）
- 全国畜産農業協同組合連合会（全畜連）
- 全国開拓農業協同組合連合会（全開連）
- 日本養鶏農業協同組合連合会（日鶏連）
- 日本椎茸農業協同組合連合会（日椎連）

## 県区域の連合会

### 総合農協
- 都道府県農業協同組合中央会（JA全中傘下）
- 県経済農業協同組合連合会、北海道は北海道経済農業協同組合連合会から名称変更しホクレン農業協同組合連合会（JA経済連、JA全農傘下）[注釈 6]
- 都道県厚生農業協同組合連合会（JA厚生連、JA全厚連傘下）[注釈 7]
- 都道府県信用農業協同組合連合会（JA信連、農林中央金庫傘下）

宮崎県農業協同組合では、従来の中央会・経済連・信連を統合したため現存しない。